# King of Fighters R-1
King of Fighters R-1 es un videojuego de lucha lanzado solamente en Japón por SNK en 1998 para el sistema portátil  Neo Geo Pocket. El juego está inspirado en la versión de arcade de KOF 97. Los personajes fueron dibujados de tipo super deformed lo que le da el tono humorístico. Una secuela, llamada The King of Fighters R-2, fue lanzada el año siguiente (1999).

## Personajes jugables
- Kyo Kusanagi
- Iori Yagami
- Chizuru Kagura
- Yashiro Nanakase
- Shermie
- Chris
- Terry Bogard
- Ryo Sakazaki
- Kim Kaphwan
- Yuri Sakazaki
- Mai Shiranui
- Athena Asamiya
- Leona Heidern
- Shingo Yabuki

### Personajes desbloqueables
- Orochi Iori
- Orochi Leona
- Orochi Yashiro
- Orochi Shermie
- Orochi Chris
- Orochi